# Ингузет (посёлок)
Ингузет — исчезнувший посёлок в Колпашевском районе Томской области. Упразднен в 1972 году.

## География
Посёлок располагался на левом берегу реки Ёлтырева выше впадения в нее реки Ингузет, в 76 км (по прямой) к северо-востоку от деревни Север.

## История
Посёлок возник в 1930-е годы как заимка, позже на ней разместилось плотбище и лесоучасток.
Решением № 186 Томского облисполкома от 20 июля 1972 г. посёлок Ингузет исключен из учётных данных.

## Население
| 1939 | 1959 | 1970 |
| ---- | ---- | ---- |
| 63   | ↘4   | ↘0   |